# Бакош, Михаэль
Михаэ́ль Ба́кош (нем. Michael Bakos; 2 марта 1979, Аугсбург, ФРГ) — немецкий хоккеист, защитник. В 2014 году завершил игровую карьеру из-за травм.

## Карьера

### Клубная карьера
Бакош начал карьеру в своём родном клубе «Аугсбургер Пантер», где он сначала выступал в молодёжной Бундеслиге. Лишь в сезоне 1996/97 Бакош дебютировал в Немецкой хоккейной лиге. В последующие годы Михаэль уже имел постоянное место в основе «Аугсбурга».
В 2000 году Бакош перешёл в клуб «Адлер Мангейм». Всего за «орлов» он отыграл 6 сезонов, в каждом из которых уго команда попадала в плей-офф. В 2001 году Бакош вместе с командой стал чемпионом Германии, одолев в финале «Мюнхен Баронс».
Перед сезоном 2006/07 Бакош стал защитником «Ингольштадта», подписав контракт до 2008 года. В течение сезона 2007/08 он продлил контракт с «Ингольштадтом» ещё на два года. В сезоне 2007/08 Михаэль показал свою лучшую результативность за сезон, набрав 14 результативных баллов.
С сезона 2010/11 Бакош выступал за «Штраубинг Тайгерс», где он принял на себя роль капитана. В свой первый год за «тигров» он провёл лишь 34 игры, потому что в начале сезона заболел инфекционным мононуклеозом.
11 января 2012 года стало известно, что Бакош по окончании сезона 2011/12 вернётся в «Аугсбург Пантер».

### Международная карьера
Карьера Бакоша в сборной Германии началась в 1996 году, когда он принял участие в юношеском чемпионате Европы. Дальше последовал ЮЧЕ 1997 года, а также молодёжные чемпионаты мира 1997, 1998 и 1999. Его первый турнир в основной сборной пришёлся на чемпионат мира 2005-го года, где он вместе с командой вылетел в 1-й дивизион. Через год он помог команде вернуться в «элиту», команда заняла первое место турнира в Амьене. Потом Бакош принял участие в чемпионатах мира 2007, 2008 и 2009. В 2010 году он участвовал в Зимних Олимпийских играх в Ванкувере. На этих играх он вместе с командой занял лишь 11-е место.

## Статистика
| Легенда | Легенда                    | Легенда | Легенда                   | Легенда | Легенда    |
| ------- | -------------------------- | ------- | ------------------------- | ------- | ---------- |
| И       | Количество проведённых игр | Штр     | Штрафное время            | +/−     | Плюс-минус |
| Г       | Голы                       | П       | Голевые передачи          | О       | Очки       |
| -       | Статистика неизвестна      | —       | Статистика не учитывалась |         |            |

### Клубная карьера
- a В «Плей-офф» учитывается статистика игрока в Плей-аут.

## Достижения
| Год  | Команда       | Достижение       | Достижение |
| ---- | ------------- | ---------------- | ---------- |
| 2001 | Адлер Мангейм | Чемпион Германии |            |

| Год  | Команда  | Достижение                                              | Достижение |
| ---- | -------- | ------------------------------------------------------- | ---------- |
| 2006 | Германия | Победитель Первого дивизиона чемпионата мира (Группа A) |            |

| Год  | Команда     | Достижение                | Достижение |
| ---- | ----------- | ------------------------- | ---------- |
| 2008 | Ингольштадт | Участник Матча всех звёзд |            |